# اس‌اس منت-بلانک
اس‌اس منت-بلانک (به انگلیسی: SS Mont-Blanc) یک کشتی بود که طول آن ۳۲۰ فوت (۹۸ متر) بود. این کشتی در سال ۱۸۹۹ ساخته شد.